# Szalay Sámuel
Szalay Sámuel (Tállya?, 1711 – Miskolc, 1792. július 12.) református lelkész, a Tiszáninneni református egyházkerület püspöke 1770-től haláláig.

## Élete
Iskoláit Sárospatakon végezte. 1744-ben Rimaszombatban rektor lett, ahonnan nemsokára külföldre ment. 1748 végén visszatért, és egy ideig Tállyán (valószínű születése helyén) tartózkodott, ahonnan Rimaszombatba hívták meg lelkésznek. Azonban 1749. január 3-án a miskolci református egyház is meghívta iskolája vezetésére, s ezt fogadta el. Tanári hivatalát 1761. március 18-ig folytatta, ekkor ugyanott lelkésznek választották. 1770. július 1-jén az egyházkerület szuperintendensévé választotta és ezen hivatalát 1792. július 12-én bekövetkezett haláláig viselte.

## Munkája
- Isten hajlékaihoz való menetelre a hívő léleknek buzgó szorgalmatossága... a báji ujonnan épült templom felszentelésekor 1784. mindszent hava 10. Pest, 1786.

Levele Kazinczy Ferenchez, Miskolc, 1787. aug. 8. (Kazinczy F. Levelezése Bpest, 1890. I. 412. l.)